# Stormgade
Stormgade és un carrer del centre de Copenhaguen, Dinamarca. Va des del canal de Frederiksholm fins al bulevard HC Andersens on es converteix en el carrer Tietgensgade abans de continuar per la part posterior dels jardins de Tívoli i l'estació central de Copenhaguen. En la direcció oposada, un pont el connecta amb Slotsholmen, on el trànsit pot continuar a través del Pont Holmen fins al Holmens Kanal, part de l'anell 2, o a través del Pont Knippel fins a Christianshavn i Amager. El nom del carrer fa referència a l'assalt (Storm) de Copenhaguen l'any 1659 per part de les tropes sueques.

## Història

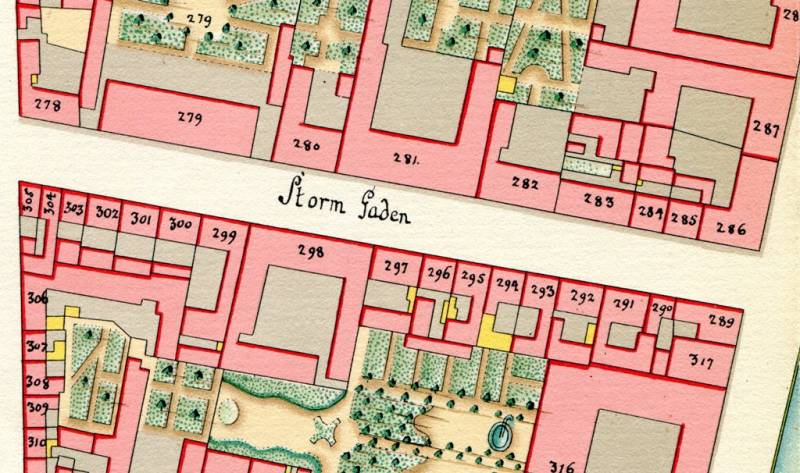
Stormgade al mapa de Gedde de 1757

La zona al sud de Slotsholmen formava part originalment de la zona d'aigües poc profundes coneguda com Kalveboderne. La línia de costa passava aproximadament per on passa avui Stormgade. La nit del 10 de febrer de 1658, les tropes sueques van fer un assalt a Slotsholmen a través del gel. Després de l'atac, es va decidir millorar la defensa de Slotsholmen ampliant la muralla occidental de Copenhaguen a l'aigua. La zona entre la muralla i el nou canal de Frederiksholm es va recuperar i es va convertir en un petit barri nou amb tres carrers curts: Slotsholmen, Ny Vestergade i Ny Kongensgade.

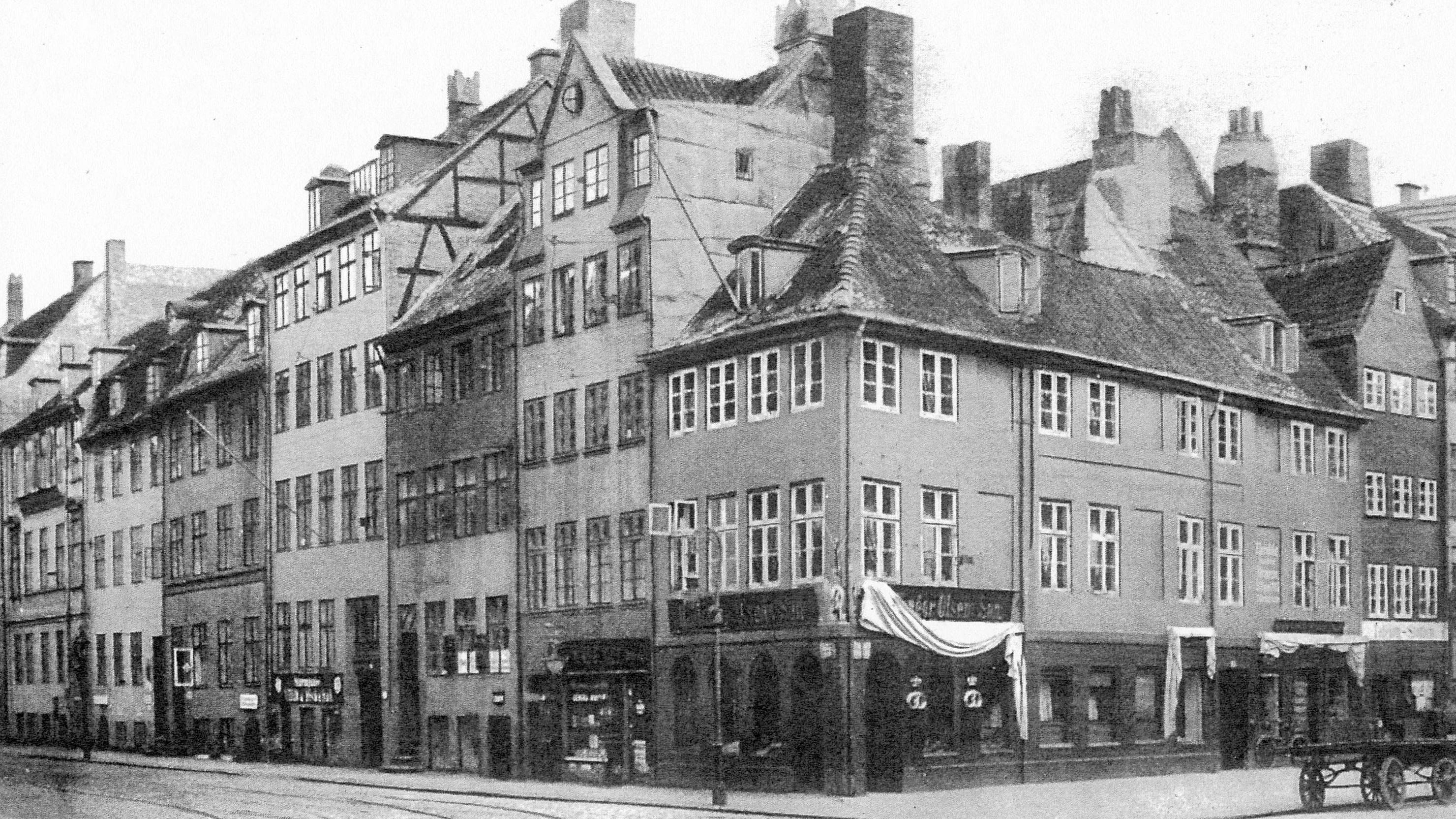
La fila de cases que va ser enderrocada el 1931 per crear espai per a l'ampliació del Museu Nacional

Quan la muralla occidental va ser enderrocada a finals de la dècada de 1870, el carrer va ser ampliat un bloc sencer fins al Vestre Boulevard (l'actual HC Andersens Boulevard).
Tot el costat sud-est del carrer va ser enderrocat l'any 1931 per donar pas a una ampliació del Museu Nacional.

## Edificis

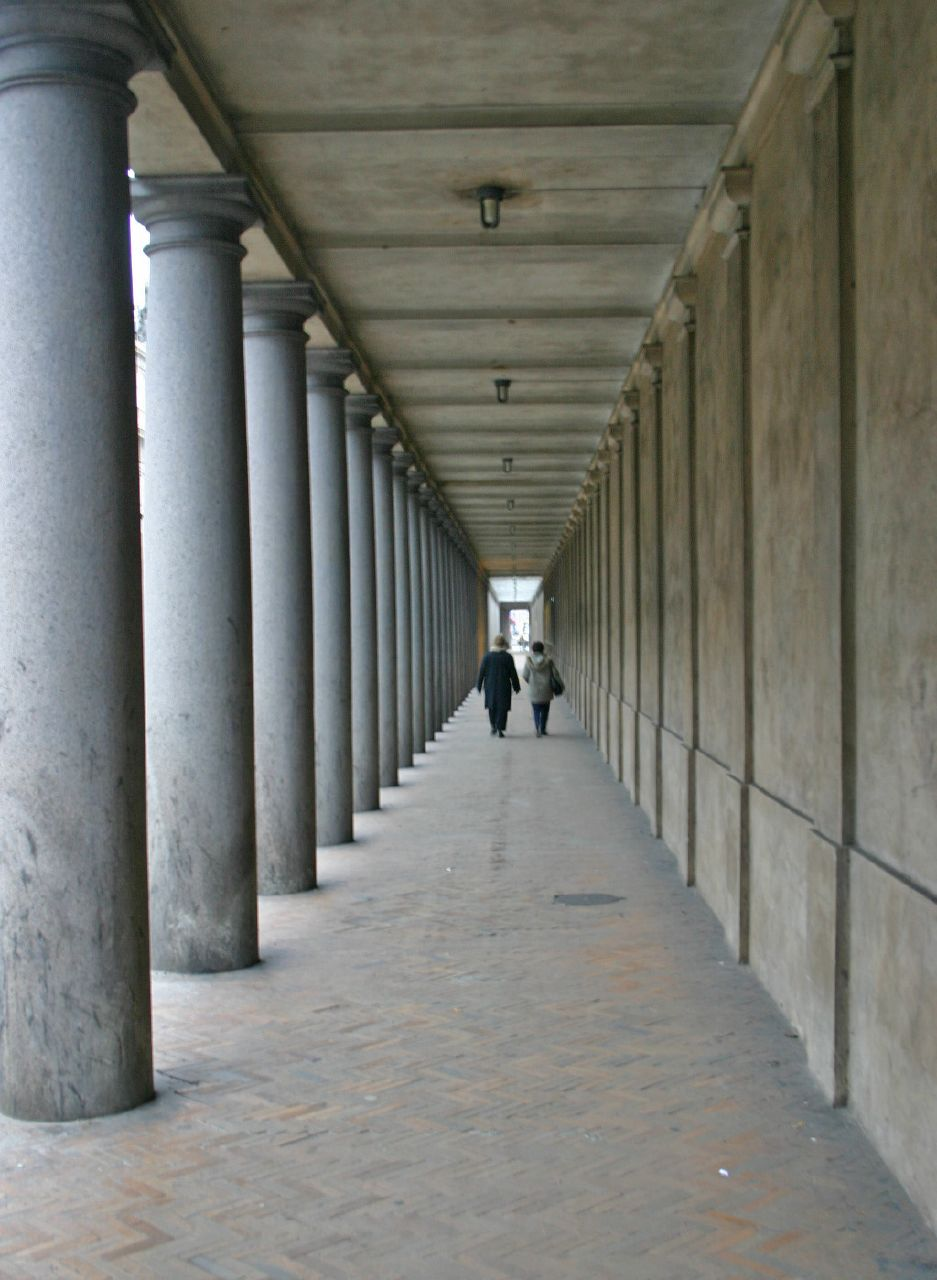
La columnata del Museu Nacional

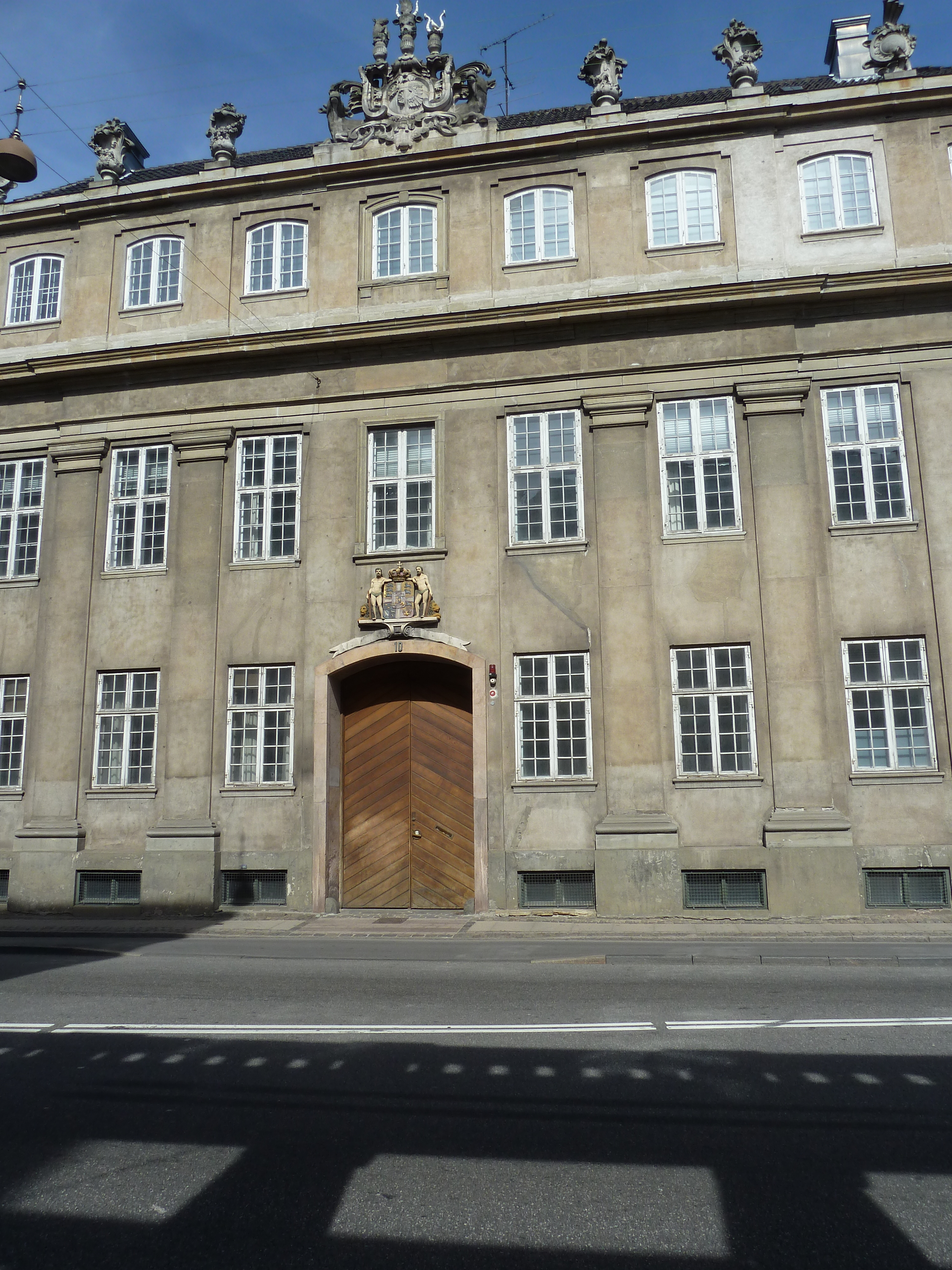
Palau Holstein

Al carrer, hom hi pot trobar el Museu Nacional (números 6-8), del qual destaca la columnata, el Palau Holstein o el Harboeske Enkefruekloster (n.14). La majoria d'aquests edificis han patit modificacions al llarg dels segles.